# Roachdale (Indiana)
Roachdale es un pueblo ubicado en el condado de Putnam en el estado estadounidense de Indiana. En el Censo de 2010 tenía una población de 926 habitantes y una densidad poblacional de 701 personas por km².

## Geografía
Roachdale se encuentra ubicada en las coordenadas 39°51′01″N 86°48′01″O / 39.85028, -86.80028. Según la Oficina del Censo de los Estados Unidos, Roachdale tiene una superficie total de 1,32 km², territorio en tierra firme.

## Demografía
Según el censo de 2010, había 926 personas residiendo en Roachdale. La densidad de población era de 701 hab./km². De los 926 habitantes, Roachdale estaba compuesto por el 99,2% blancos y el 0.8% restante pertenecían a dos o más razas. Del total de la población el 0,4% eran hispanos o latinos de cualquier raza.